# Tabula rasa elettrificata
Tabula rasa elettrificata è il terzo album in studio del Consorzio Suonatori Indipendenti, pubblicato nel 1997. Viene spesso abbreviato con l'acronimo T.R.E., che rimanda oltretutto alla sua cronologia discografica (è il terzo album dei C.S.I., dopo Ko de mondo e Linea Gotica).

## Il disco
(Giovanni Lindo Ferretti)
(Franco Battiato)
Il disco prende ispirazione da un viaggio in Mongolia di Giovanni Lindo Ferretti e Massimo Zamboni, intrapreso attraverso la Transiberiana e dal quale è stato tratto anche un libro: In Mongolia in retromarcia. Da quel viaggio è stato tratto anche un film di Davide Ferrario, Sul 45º parallelo e una serie di documentari per Geo & Geo (Rai 3) con la regia di Marco Preti.

## Il successo commerciale
A sorpresa, considerata la natura di "cult band" del gruppo, è stato per una settimana l'album più venduto in Italia, superando Be Here Now degli Oasis, con 50 000 copie nella prima settimana di vendita.
Al riguardo, è divenuta famosa la gaffe di Gianni Boncompagni che, scandalizzato, aveva scambiato il titolo dell'album col nome del gruppo.
(Gianni Boncompagni)
Da Firenze, il 3 febbraio 1998, parte un tour di 53 concerti (il M'Importa Nasega Tour) che ottiene ovunque il tutto esaurito. I C.S.I. decidono in seguito di andare a suonare anche nella ex Iugoslavia tenendo dei concerti a Mostar e a Banja Luka, città duramente colpite durante la Guerra in Bosnia-Erzegovina.

## Tracce
Testi di Giovanni Lindo Ferretti.
1. Unità di produzione – 5:34 (musica: Zamboni, Maroccolo)
2. Brace – 5:16 (musica: Zamboni, Maroccolo, Magnelli)
3. Forma e sostanza – 6:15 (musica: Zamboni, Maroccolo, Magnelli)
4. Vicini – 7:39 (musica: Maroccolo, Magnelli, Zamboni)
5. Ongii – 7:13 (musica: Zamboni, Maroccolo)
6. Gobi – 5:48 (musica: Zamboni)
7. Bolormaa – 5:58 (musica: Magnelli, Maroccolo)
8. Accade – 5:57 (musica: Maroccolo, Zamboni)
9. Matrilineare – 2:09 (musica: Magnelli, Zamboni, Maroccolo)
10. M'importa 'na sega – 4:18 (musica: Zamboni)

Durata totale: 56:07

## Formazione
- Giovanni Lindo Ferretti - voce
- Ginevra Di Marco - voce, cori
- Massimo Zamboni - chitarre
- Giorgio Canali - chitarre, cori
- Gianni Maroccolo - basso
- Francesco Magnelli - tastiere
- Gigi Cavalli Cocchi - batteria

## Classifiche
| Classifica (1997) | Posizione massima |
| ----------------- | ----------------- |
| Italia            | 1                 |